# غوتشي
غوتشي (بالإيطالية: Gucci)‏ هي علامة تجارية إيطالية فاخرة من الأزياء والسلع الجلدية، وجزء من مجموعة غوتشي، التي تملكها شركة كرينج الفرنسية المعروفة ب PPR. أسست شركة غوتشي بواسطة غوتشيو غوتشي في فلورنسا عام 1921.تشمل خطوط إنتاجها حقائب اليد ، والملابس الجاهزة ، والأحذية والإكسسوارات ، والمكياج ، والعطور ، والديكور المنزلي.
في عام 2019 ، قامت غوتشي بتشغيل 487 متجرًا يعمل بها 17157 موظفًا ، وحققت مبيعات بقيمة 9.628 مليار يورو (8.2 مليار يورو في عام 2018). ماركو بيزاري هو الرئيس التنفيذي للشركة منذ ديسمبر 2014 ، تتبع شركة غوتشي لمجموعة كيرينغ الفرنسية الفاخرة.

## متحف غوتشي
افتتح غوتشي متحفًا مساحته 1715 مترًا مربعًا يرسم تاريخه على مدار 90 عاماً، يقع متحف غوتشي في فلورنسا، داخل بالازو ديلا ميركانزيا ويطل على  Piazza della Signoria

## تاريخ

### 1921 ولادة في فلورنسا

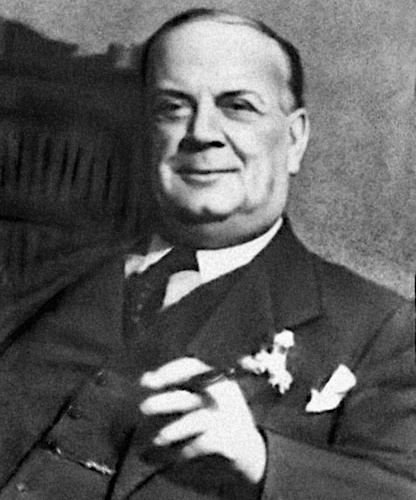
المؤسس غوتشيو غوتشي

تدّعي عائلة غوتشي أن أصولها تعود إلى مدينة فلورنسا التجارية منذ عام 1410 تقريبًا. غادر غوتشيو جيوفانباتيستا جياسينتو داريو ماريا غوتشي (1881–1953) فلورنسا إلى باريس ، واستقر في لندن عام 1897 للعمل في فندق سافوي الراقي. أثناء عمله كخادم هناك، كان يقوم بتحميل/تفريغ أمتعة عملاء الفندق الأثرياء، والتعرف على أذواقهم في الموضة والجودة والأقمشة وظروف السفر. عمل لاحقًا لمدة أربع سنوات في شركة Compagnie des Wagons-Lits ، وهي شركة السكك الحديدية الأوروبية المتخصصة في السفر الترفيهي الراقي، وبالتالي تعزيز تجربته مع أنماط حياة السفر الفاخرة. بعد الحرب العالمية الأولى ، عمل لدى صانع الأمتعة الفاخرة فرانزي .
في عام 1921، اشترى غوتشيو غوتشي متجره الخاص في شارع ديلا فيجنا نوفا في فلورنسا، بأسم Aziendadividuale Guccio Gucci ،  حيث كان يبيع الأمتعة الجلدية المستوردة. كما افتتح ورشة صغيرة ليصنع سلعه الجلدية الخاصة التي يصنعها الحرفيون المحليون. في نهاية المطاف، كان لا بد من الحصول على ورشة عمل أكبر لإيواء حرفيي غوتشي الستين. في عام 1935، أدى غزو موسوليني لإثيوبيا إلى قيام عصبة الأمم بفرض حظر تجاري على إيطاليا. أصبحت الجلود نادرة، مما دفع غوتشيو إلى إدخال أقمشة أخرى في تركيبة المنتجات، مثل الرافية والخوص والخشب والكتان والجوت. تم ابتكار تصميم رومبي، وهو توقيع غوتشي. طورت عائلة غوتشي تقنية تسمير جديدة لإنتاج " cuoio Grasso "، والتي أصبحت علامة تجارية لشركة غوتشي. في عام 1937، أطلقت غوتشي حقائب اليد.
عملت زوجة غوتشيو وأطفاله جميعًا في المتجر. أصبح ألدو ، ابن غوتشيو، منخرطًا بشكل متزايد في عمل العائلة منذ أن بدأ العمل هناك في عام 1925. في عام 1938 أقنع ألدو والده بالنمو من خلال افتتاح متجر جديد في روما (21 فيا كوندوتي) ، وأطلق المزيد من إكسسوارات غوتشي (القفازات والأحزمة والمحافظ وسلاسل المفاتيح). خلال الحرب العالمية الثانية ، عمل حرفيو غوتشي على صناعة أحذية المشاة الإيطالية.
صنعت الشركة حقائب اليد من القماش القطني بدلاً من الجلد خلال الحرب العالمية الثانية نتيجة لنقص المواد. ومع ذلك، تميزت اللوحة القماشية برمز حرف G المزدوج المميز مع أشرطة حمراء وخضراء بارزة. بعد الحرب، أصبح شعار غوتشي، الذي يظهر درعًا وفارسًا مدرعًا محاطًا بشريط منقوش عليه اسم العائلة، مرادفًا لمدينة فلورنسا.

### ما بعد الحربدولتشي فيتا

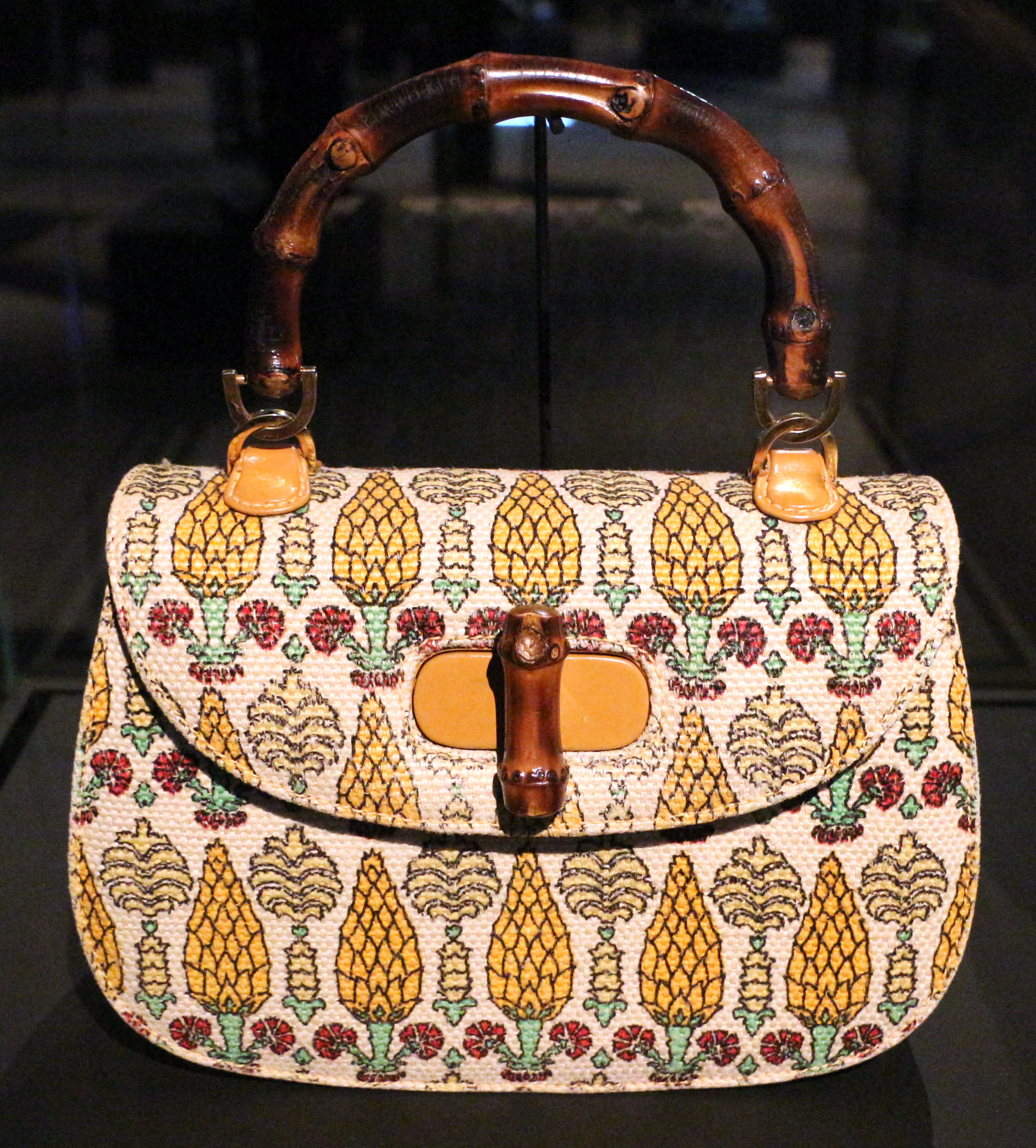
حقيبة من الخيزران

بعد الحرب، قام غوتشيو غوتشي بتوزيع أسهم الشركة على أبنائه الثلاثة (فاسكو، ألدو، ورودولفو ). في عام 1947، أطلقت غوتشي حقيبة الخيزران. أطلقت غوتشي شعارها العالمي الأول، الجودة نتذكرها لفترة طويلة بعد نسيان السعر . تم إطلاق أحذية الأخفاف الشهيرة (Gucci loafer ) في عام 1952. توفي غوتشيو غوتشي في 2 يناير 1953 في ميلانو. في نوفمبر 1953، افتتحت غوتشي أول متجر لها في الولايات المتحدة في الشارع الخامس والشارع 58 في نيويورك. في عام 1960 تم افتتاح متجر ثانٍ في نيويورك في فندق سانت ريجيس ، ومتجر ثالث في الشارع الخامس والشارع 54 في عام 1973، مما دفع السكان المحليين إلى تسمية منطقة نيويورك "مدينة غوتشي".
في عام 1961، افتتحت غوتشي متاجر في لندن وبالم بيتش ، وأطلقت حقيبة جاكي. في مارس 1963، افتتحت غوتشي أول متجر فرنسي لها بالقرب من ساحة فاندوم في باريس . تم تقديم شعار G المزدوج لأبازيم الحزام وزخارف الملحقات الأخرى في عام 1964  في عام 1966 تم تصميم وشاح فلورا من قبل رودولفو غوتشي وفيتوريو أكورنيرو لأميرة موناكو غريس كيلي ، ، التي أصبحت مستهلكة بارزة لمنتجات غوتشي. في أكتوبر 1968، افتتحت غوتشي متجرًا في 347 روديو درايف، مما دفع العديد من نجوم هوليوود إلى تأييد العلامة التجارية. مع افتتاح روديو درايف جاء إطلاق فساتين غوتشي الأولى. أدى اختراق غوتشي في الولايات المتحدة إلى تطورها العالمي في آسيا (افتتاح طوكيو في عام 1972، وهونج كونج في عام 1974) والشرق الأوسط. في بروكسل، قام روبرتو، نجل ألدو، بقيادة أول متجر حاصل على امتياز غوتشي. بحلول عام 1969، كانت غوتشي تدير عشرة متاجر في الولايات المتحدة. تم بيع 84000 حذاء بدون كعب من غوتشي في الولايات المتحدة وحدها في ذلك العام. وصف الرئيس الأمريكي جون إف كينيدي ألدو غوتشي بأنه "أول سفير إيطالي لدى الولايات المتحدة".
أطلقت غوتشي مجموعة أمتعة رولز رويس في عام 1970  ودخلت في شراكة مع شركة أمريكان موتورز (AMC) لإنشاء نسخة غوتشي من AMC Hornet التي تم تسويقها خلال سنوات الطراز 1971 و1972 و1973. أصبحت سيارة Gucci Sportabout wagon واحدة من أولى السيارات الأمريكية التي تقدم باقة تجهيزات فاخرة خاصة صممها مصمم أزياء مشهور. أطلقت غوتشي عطور غوتشي (Il Mio Profumo) وساعتها الأولى (موديل 2000) في عام 1972، وأول متجر لها امتياز في الولايات المتحدة في عام 1973، وافتتحت غوتشي غاليريا في متجرها في بيفرلي هيلز في عام 1977، وهو معرض فني خاص مجاور لفندق غوتشي. مخزن ومخصص للعملاء المتميزين الذين تم منحهم مفتاحًا ذهبيًا للوصول إليه. من عام 1978 إلى عام 1984، قامت إحدى شركات صناعة السيارات في ميامي بتسويق نسخة غوتشي من سيارة كاديلاك سيفيل سيدان (يتم عرض طراز عام 1978 في متحف غوتشي).
في عام 1985، أصبح حذاء غوتشي لوفر جزءًا من المجموعة الدائمة لـ متحف الفن الحديث .

### الثمانينات: الخلاف العائلي بين غوتشي
في عام 1969، أثار جورجيو، ابن ألدو، أول نزاع عائلي من خلال إطلاق متجر غوتشي بمفرده، والذي استوعبته مجموعة العائلة أخيرًا في عام 1972  خلال الثمانينيات، أدت ملحمة غوتشي إلى تآكل الإدارة العليا للشركة التي كانت مملوكة للعائلة وغذت عناوين الصحف. حاول باولو غوتشي ، ابن ألدو، إطلاق العلامة التجارية Gucci Plus بمفرده. تعرض ألدو لانتقادات بسبب تطويره معظم الأعمال الدولية في ظل شركة غوتشي أمريكا التي كان يملكها. في عام 1982، ومن أجل تخفيف التوترات داخل العائلة، تم توحيد مجموعة غوتشي وأصبحت شركة مساهمة عامة تحت اسم Guccio Gucci SpA. في مايو 1983، توفي رودولفو. ورث ابنه ماوريتسيو غوتشي حصة والده في الشركة وشن حربًا قانونية ضد عمه ألدو من أجل السيطرة الكاملة على غوتشي (محاكمة قادها المدعي العام في المدينة رودولف جولياني ، ومع دومينيكو دي سول الذي يمثل عائلة غوتشي). تولى ماوريتسيو غوتشي إدارة الشركة. في عام 1986، حُكم على ألدو غوتشي، البالغ من العمر 81 عامًا، ولم يتبق في حوزته سوى 16.7% من أسهم غوتشي، بالسجن لمدة عام بتهمة التهرب الضريبي  (في سجن كان ألبرت نيبون أيضًا نزيلًا فيه  ) . تمت تصفية الأعمال الفنية الخاصة بـ Gucci Galleria. في عام 1988، باع ماوريتسيو غوتشي ما يقرب من 47.8٪ من غوتشي إلى صندوق الاستثمار البحريني إنفستكورب (مالك تيفاني منذ عام 1984)، وحجب الـ 50٪ الأخرى.
على الرغم من النزاعات العائلية، بين عامي 1981 و1987، وصلت مبيعات منتجات غوتشي ذات العلامة التجارية إلى 400 مليون دولار،  و227 مليون دولار في عام 1990 وحده. اتسمت فترة الثمانينيات بالإنتاج الضخم لمنتجات غوتشي، مما أدى إلى تحقيق إيرادات ولكنه أثر سلبًا على مكانة غوتشي كعلامة تجارية فاخرة حصرية. قام ماوريتسيو غوتشي بتعيين داون ميلو لإعادة غوتشي إلى المسار الصحيح.
من عام 1991 إلى عام 1993، كانت الأوضاع المالية لغوتشي لا تزال في المنطقة الحمراء. تم إلقاء اللوم على ماوريتسيو غوتشي لإنفاق مبالغ باهظة على المقر الرئيسي للشركة في فلورنسا (Via delle Caldaie palazzo) وفي ميلانو. اشترى إنفستكورب نسبة الـ 50% المتبقية من شركة Guccio Gucci SpA من موريزيو غوتشي في عام 1993، مما أنهى مشاركة العائلة في المجموعة. في مارس 1995، قُتل ماوريتسيو غوتشي بالرصاص في ردهة مكتب غوتشي في ميلانو. قضت زوجته السابقة باتريسيا ريجياني 16 عامًا في السجن بتهمة استئجار قاتل محترف لقتله.

### إحياء الإباحية الأنيقة
تم تعيين داون ميلو  في نوفمبر 1989 كنائب للرئيس التنفيذي وكبير المصممين في غوتشي. لقد خفضت عدد المتاجر من أكثر من 1000 إلى 180 متجرًا في خطوة لإعادة بناء التفرد للعلامة التجارية. كما قامت أيضًا بتخفيض عدد العناصر التي تبيعها غوتشي من 22000 إلى 7000. لقد أعادت إحياء حقيبة الخيزران وحذاء غوتشي. قامت بنقل المقر الرئيسي لشركة غوتشي من ميلانو إلى فلورنسا، حيث يتجذر تاريخ غوتشي بعمق.
استأجرت داون ميلو توم فورد للإشراف على مجموعة الملابس الجاهزة للسيدات. في عام 1994، تم تعيين توم فورد مديرًا إبداعيًا لغوتشي. قام فورد وميلو بإعادة النظر في أرشيفات العلامة التجارية في السبعينيات. حققت مجموعة فورد لعام 1995، والتي تضمنت الفساتين البيضاء المثيرة ذات الفتحات المثيرة، نجاحًا فوريًا. تم إحياؤها من خلال مذهب المتعة المثير لإبداعات توم فورد، أطلقت غوتشي أيضًا منتجات استفزازية في إصدار محدود مثل الأصفاد الفضية،  سلسلة G  وحملات إعلانية استفزازية مثل شعار G المحلوق على شعر العانة.

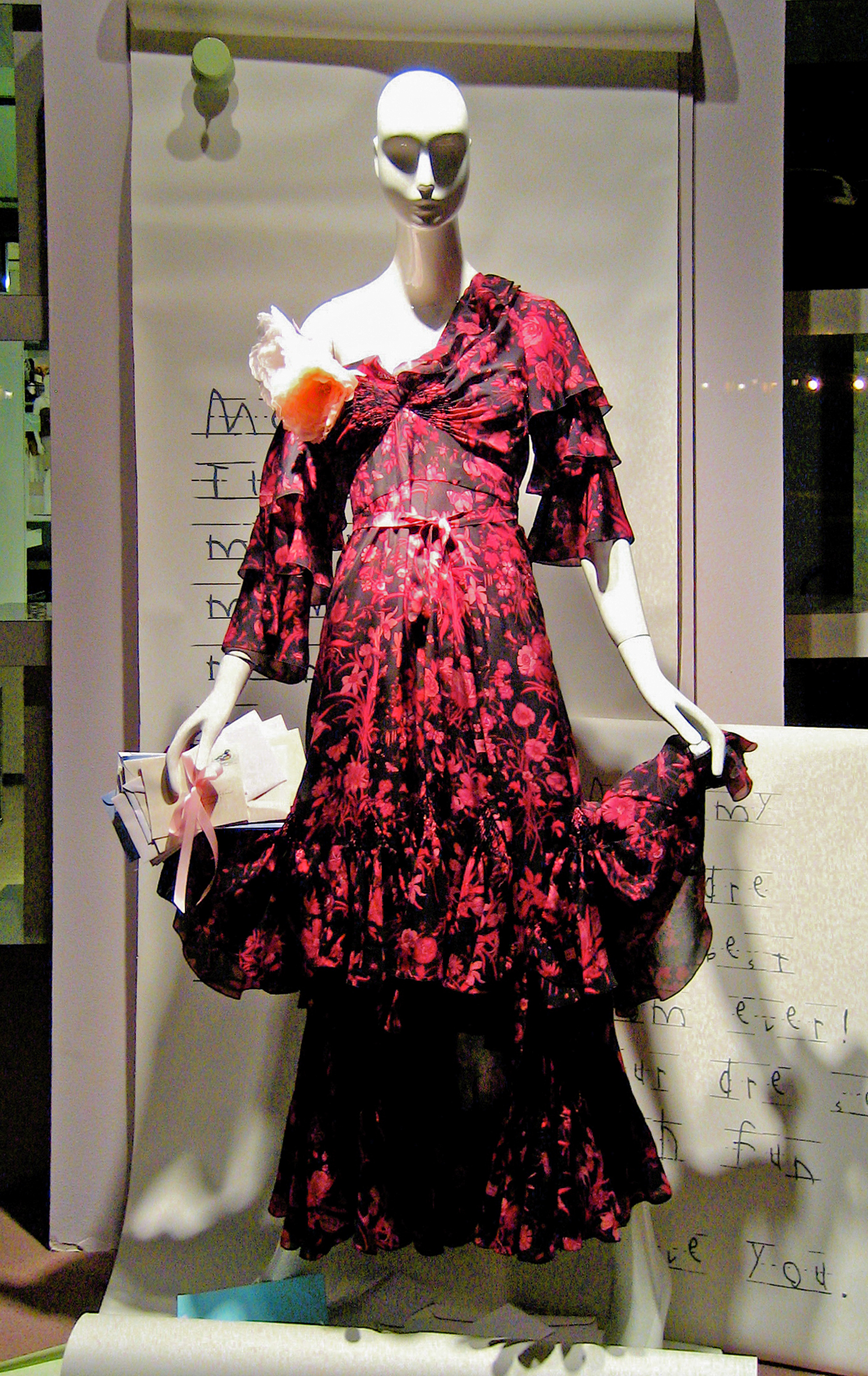
فستان غوتشي

دومينيكو دي سول ، المستشار القانوني لعائلة غوتشي منذ الثمانينيات والرئيس التنفيذي لشركة غوتشي منذ عام 1994، قام بحملة لمصنعي جلود غوتشي في إيطاليا لمواصلة العمل معًا وطور برنامج شركاء لتعزيز علاقاتهم. قام بمراجعة أسعار كل منتج وقام تدريجياً برفع ميزانية إعلانات غوتشي من 6 ملايين دولار في عام 1993 إلى 70 مليون دولار في عام 1997  في أكتوبر 1995، تم إدراج الشركة علنًا في بورصة نيويورك بقيمة أولية للسهم تبلغ 22 دولارًا أمريكيًا. ثم، في الفترة من 1995 إلى 1997، باع إنفستكورب حصته في غوتشي مقابل حوالي 1.9 مليار دولار أمريكي.

### صراع LVMH-PPR على غوتشي
بحلول يناير 1999، وصلت المجموعة الفرنسية الفاخرة LVMH ، التي كانت تشتري أسهم غوتشي سرًا منذ عام 1995، إلى ملكية 34% في Gucci Group NV. بحثًا عن طريقة للخروج من سيطرة LVMH، لجأ توم فورد ودومينيكو دي سول إلى الممول الفرنسي فرانسوا بينولت ومجموعته Pinault Printemps Redoute ، والتي أصبحت فيما بعد Kering، من أجل مخرج الطوارئ. في شهر مارس، اشترت مجموعة بينو 40% من شركة Gucci بسعر 75 دولارًا للسهم، وانخفضت أسهم LVMH إلى 20.7% في عملية التخفيف. ومن خلال الصفقة، اشترت PPR أيضًا Yves Saint Laurent من Sanofi وباعتها مرة أخرى بنفس السعر لمجموعة Gucci. أطلق هذا الانقلاب في عالم الموضة حربًا باردة بين LVMH وتحالف Gucci-PPR الجديد. حدث توتر في ديسمبر 2000 عندما اشترت غوتشي 51٪ من دار أزياء ألكسندر ماكوين ، حيث كان ماكوين أيضًا المصمم الإبداعي لجيفنشي LVMH في ذلك الوقت. انتهى الخلاف حول غوتشي في سبتمبر 2001 عندما توصلت جميع الأطراف إلى اتفاق. بحلول نهاية عام 2003، أعلن توم فورد ودومينيكو دي سول رسميًا أنهما لن يجددا عقدهما مع Gucci-PPR الذي انتهى في أبريل 2004 
بعد رحيل فورد، احتفظت مجموعة غوتشي بثلاثة مصممين لمواصلة نجاح العلامة التجارية الرائدة للشركة: جون راي، وأليساندرا فاكينيتي ، وفريدا جيانيني ، وجميعهم عملوا تحت التوجيه الإبداعي لفورد. تم ترقية فاكينيتي إلى منصب المدير الإبداعي للملابس النسائية في عام 2004 وتم تصميمه لمدة موسمين قبل مغادرة الشركة. شغل راي منصب المدير الإبداعي للملابس الرجالية لمدة ثلاث سنوات. فريدا جيانيني – مصممة حقائب يد غوتشي منذ عام 2002، ورئيسة قسم الإكسسوارات منذ عام 2004، والمديرة الإبداعية للملابس الجاهزة النسائية والإكسسوارات منذ عام 2005 – تم تعيينها مديرة إبداعية لغوتشي في عام 2006. تم تعيين باتريزيو دي ماركو، الرئيس التنفيذي السابق لشركة بوتيغا فينيتا ، رئيسًا تنفيذيًا لشركة غوتشي في عام 2008. نالت فريدا جيانيني استحسانًا وانتقادًا بسبب مراجعتها الدائمة لأرشيفات توم فورد، وفي النهاية خففت فريدا جيانيني من دعائم فورد "Porno Chic" المتفجرة على مر السنين "من المثيرة إلى الحسية"، وبدأت في تجربة الأساليب "البوهيمية المخنثة" مع ذكريات القرن التاسع عشر. كما أنها طورت "الكلاسيكيات الجديدة" مثل حقائب اليد New Bamboo وNew Jackie. ركز باتريزيو دي ماركو على أزمة ما بعد عام 2008 مع عدد أقل من الأساليب والمزيد من المنتجات متوسطة المدى. في عام 2010، أطلقت غوتشي شراكة مع دار مزادات كريستيز لتطوير مستودع أوسع لأرشيفات العلامة التجارية وتقديم خدمة شهادة الأصالة. في عام 2011، افتتحت الشركة متحف غوتشي ( Gucci Museo ) في فلورنسا للاحتفال بالذكرى التسعين لتأسيسها. بين عامي 2010 و2015، تم افتتاح 220 متجرًا جديدًا لغوتشي، ليصل إجمالي عدد المتاجر إلى 500 متجر.

### عصر النهضةالعلامة التجارية

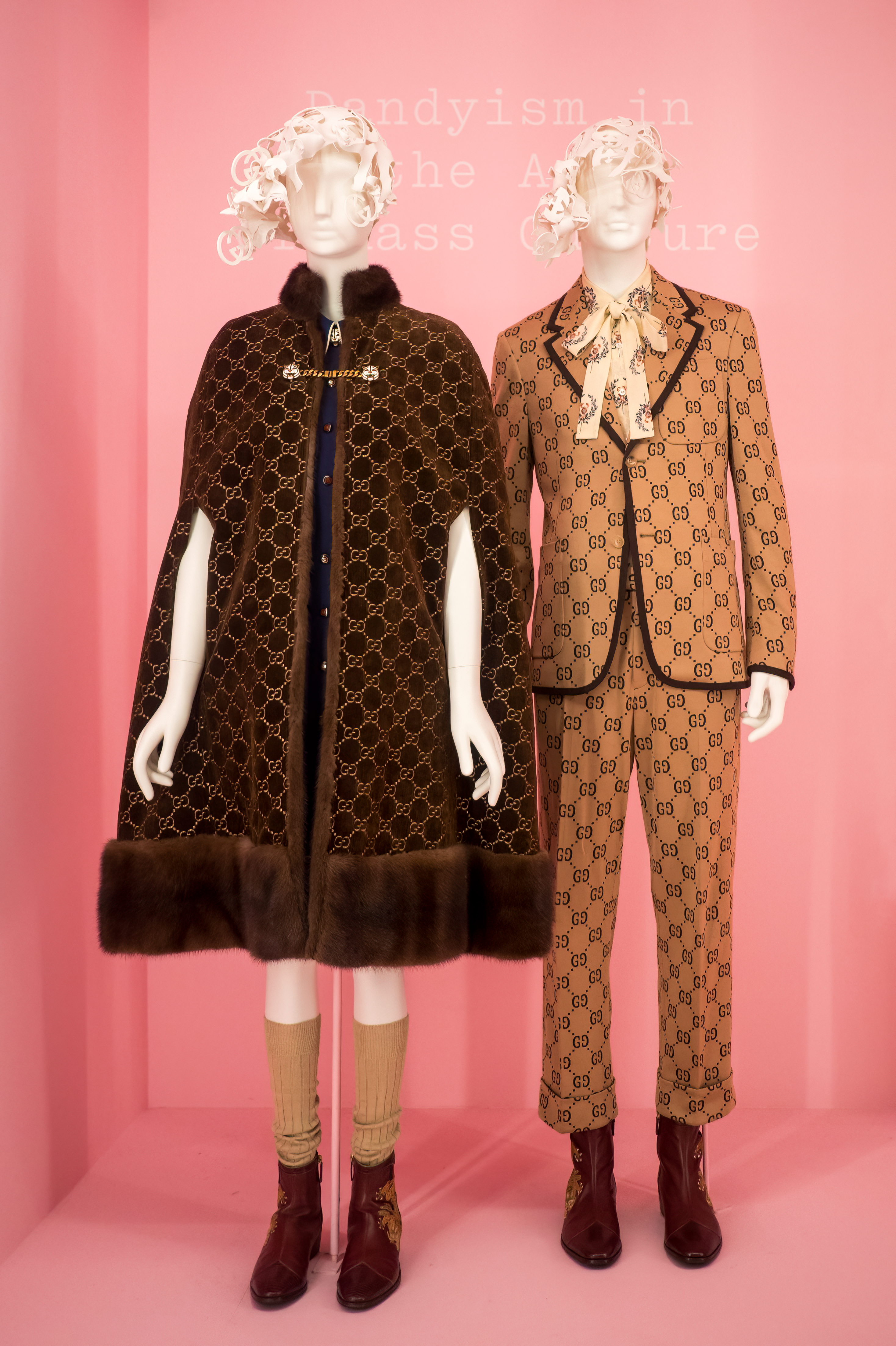
مجموعتان من تصميم أليساندرو ميشيل لصالح غوتشي، معروضتان في متحف متروبوليتان للفنون في نيويورك، 2019.

في ديسمبر 2014، تم تعيين ماركو بيزاري، الرئيس التنفيذي السابق لبوتيغا فينيتا ، رئيسًا تنفيذيًا لغوتشي. تم تكليفه بعكس انخفاض مبيعات غوتشي من خلال إعطاء زخم جديد للعلامة التجارية. في يناير 2015، عين بيزاري أليساندرو ميشيل مديرًا إبداعيًا لغوتشي. كان أليساندرو ميشيل يعمل لدى غوتشي منذ عام 2002، وكان يشغل منصب نائب فريدا جيانيني ومصمم الإكسسوارات الرئيسي. خلال عرض الخريف في فبراير 2015، قدم أليساندرو ميشيل "غوتشي مختلفة"،  واحدة ذات "إحساس متطور وفكري ومخنث".
أطلق أليساندرو ميشيل عصر النهضة في غوتشي. قام بإحياء كلاسيكيات غوتشي، مثل شعار G المزدوج،  وحقيبة Jackie O. ،  والمزيد؛ كما ابتكر منتجات مميزة مثل حقيبة يد ديونيسوس. مع خط ملابس رجالية أنثوية وموقف نسوي قوي وأسلوب " مهووس أنيق "، قدم أليساندرو ميشيل دعائم ما بعد الجنس لغوتشي.
في سبتمبر 2016، افتتحت غوتشي مركز غوتشي، المقر الرئيسي الجديد لها في ميلانو، والذي تم بناؤه في مصنع كابروني السابق للطيران. في يوليو 2017، أعلنت غوتشي عن إطلاق غوتشي ديكور، وكانت هذه هي المرة الأولى التي تختبر فيها العلامة التجارية نفسها في قطاع الديكور المنزلي . في أبريل 2018، افتتحت غوتشي ArtLab، وهو مركز للابتكار مساحته 37000 متر مربع خارج فلورنسا في إيطاليا، حيث يتم تطوير واختبار السلع الجلدية الجديدة والأحذية والمواد الجديدة والأجهزة المعدنية والتغليف. في نوفمبر 2018، افتتحت غوتشي مكتبة Gucci Wooster في نيويورك، وهو متجر يضم 2000 كتاب برعاية مؤسس Dashwood Books David Strettell . في أبريل 2019، أطلقت الشركة Gucci 9، وهي شبكة تضم 500 موظف من 6 مراكز اتصال حول العالم لخدمة العملاء الراقية. كما أعادت غوتشي إحياء مجموعة المكياج الخاصة بها  وأطلقت أول مجموعة مجوهرات راقية لها. في ديسمبر 2020، وبعد اتفاق بين Kering وAlibaba، أطلقت غوتشي متجرين (الموضة والجمال) على Tmall. في 23 نوفمبر 2022، ترك أليساندرو ميشيل منصب المدير الإبداعي لغوتشي.
في يناير 2023، تم تعيين ساباتو دي سارنو مديرًا إبداعيًا لغوتشي  من أجل "إعادة تأسيس ميزة غوتشي" و"استعادة قيمة علامتها التجارية"، بعد أن أدى نجاح بيزاري/ ميشيل أيضًا إلى تآكل توهج غوتشي الفاخر. قدمت مجموعته الأولى، التي أطلق عليها اسم "Gucci Ancora" (وتعني كلمة إيطالية تعني "Gucci Again") لونًا جديدًا، وهو Gucci Rosso Ancora ، وهو لون عنابي مخملي مع لون دم الثور. بالنسبة لصحفية الموضة في نيويورك تايمز فانيسا فريدمان ، لم تكن المجموعة "بيانًا رئيسيًا، بل كانت بمثابة فترة تطهير بعد فترة ولاية السيد ميشيل المبالغ فيها"،  إيذانًا بفجر "حقبة جديدة من البراغماتية". للعلامة التجارية. خلال عملية إعادة التشغيل الإبداعية هذه، أطلقت الشركة مرحلة من إعادة الهيكلة والدمج  وفي يوليو 2023، حلّ جان فرانسوا بالوس محل ماركو بيزاري كرئيس تنفيذي لغوتشي لقيادة عملية الانتقال. انخفضت المبيعات بنسبة 6% في عام 2023، وهو "عام صعب" وفقًا للرئيس التنفيذي لشركة Kering فرانسوا هنري بينولت.

## هيكل الشركة
يقع مقر شركة غوتشيو غوتشي SpA القابضة التابعة لشركة غوتشي في فلورنسا ، إيطاليا ، وهي شركة تابعة لمجموعة Kering الفرنسية الفاخرة. في عام 2023، قامت غوتشي بتشغيل 538 متجرًا تحتوي على 20711 موظفًا، وحققت إيرادات بقيمة 9.9 مليار يورو (انخفاضًا من 10.5 مليار يورو في عام 2022).

## إدارة
في تاريخ غوتشي، وحتى نهاية حقبة عائلة غوتشي، كان أعضاء عائلة غوتشي يتولى تصميم منتجات غوتشي والترويج لها وإنتاجها.
المدير التنفيذي
- منذ يوليو 2023: جان فرانسوا بالوس [68]
- 2014-2023: ماركو بيزاري [71]
- 2008-2014: باتريزيو دي ماركو [72]
- 2004-2008: مارك لي [73]
- 1994-2004: دومينيكو دي سول

المصممين المبدعين
- منذ يناير 2023: ساباتو دي سارنو [74][75]
- 2015-2022: أليساندرو ميشيل [76][77]
- 2006-2015: فريدا جيانيني
- 1995-2004: توم فورد
- 1989-1995: داون ميلو

## المبادرات

### ثقافة
في عام 2011، افتتحت الشركة متحف غوتشي ( Gucci Museo ) داخل قصر Palazzo della Mercanzia الذي يعود للقرن الرابع عشر في فلورنسا للاحتفال بالذكرى التسعين لتأسيسها. في عام 2016، قام أليساندرو ميشيل بتنسيق غرفتين إضافيتين مخصصتين لمجموعات توم فورد. في يناير 2018، بعد التجديد، أعيد افتتاح متحف غوتشي باسم جديد، حديقة غوتشي ، ومطعم جديد داخل أسواره، غوتشي أوستريا ، بإدارة ماسيمو بوتورا . حصل فندق Gucci Osteria على نجمة ميشلان واحدة في نوفمبر 2019. في فبراير 2020، تم افتتاح مطعم Gucci Osteria الثاني على سطح متجر غوتشي Rodeo Drive في لوس أنجلوس. في مارس 2022، افتتحت غوتشي بار كوكتيل "صغير ولكن فخم"، Gucci Giardino 25 في فلورنسا.
في أبريل 2017، قامت غوتشي بتمويل ترميم حدائق بوبولي في معرض أوفيزي في فلورنسا . في يونيو 2019، قامت غوتشي بتمويل ترميم حدائق روبي تاربيا وحدائق بلفيدير التاريخية في روما. في نوفمبر 2022، تعهدت غوتشي بالتبرع لمدة ثلاث سنوات للمساعدة في ترميم قصر غيونغبوك والحفاظ عليه في كوريا الجنوبية .

### اجتماعي
في عام 2008، أطلقت غوتشي صندوق غوتشي تريبيكا للأفلام الوثائقية، وهو صندوق بقيمة 80 ألف دولار لتمويل الأفلام التي تروج للتغيير الاجتماعي وتم تقديمه في مهرجان تريبيكا السينمائي . بحلول عام 2011، نما الصندوق إلى 150 ألف دولار، بما في ذلك 50 ألف دولار لجائزة الأفلام الوثائقية التي تم إنشاؤها حديثًا. في عام 2011، ومع مهرجان البندقية السينمائي ، أطلقت غوتشي أيضًا "جائزة غوتشي للمرأة في السينما" للتأكيد على تأثير المرأة في صناعة الأفلام.
من عام 2005 إلى عام 2015، تبرعت غوتشي بمبلغ 20 مليون دولار لبرنامج المدارس من أجل أفريقيا التابع لليونيسف . بمجرد إنشاء Chime for Change، أصبحت أداة التمويل للشراكة بين غوتشي واليونيسف. تأسست Chime for Change في فبراير 2013 على يد فريدا جيانيني وسلمى حايك وبيونسيه كحملة عالمية لتحسين التعليم والصحة والعدالة للنساء في جميع أنحاء العالم. في يونيو 2013، نظمت منظمة Chime for Change حفل Sound of Change Live الذي حقق 4 ملايين دولار لتمويل 200 مشروع في 70 دولة. في ديسمبر 2013، وقعت غوتشي شراكة مع تويتر والنساء التي تبرمج لإنشاء هاكاثون Chime Hack الذي يركز على النساء.
تبيع غوتشي قميصًا أصفر مكتوبًا عليه "My Body My Choice" وتعيد توزيع عائداته إلى Chime for Change. في يوليو 2013، تم تكليف الناشطة ليديا إميلي برسم لوحة جدارية في سكيد رو، لوس أنجلوس لامرأة تدعى جيسيكا، وهي إحدى الناجيات من الاتجار بالبشر . في يناير 2019، أطلقت منظمة Chime for Change حملة الجداريات "لنجتمع معًا" لتعزيز المساواة بين الجنسين والتي صممها الفنان MP5. في عام 2020، أطلقت غوتشي حملة إعلانية تحت عنوان "الجمال غير التقليدي"، ضمت عارضة أزياء مصابة بمتلازمة داون .
خلال جائحة كوفيد-19 ، تعهدت غوتشي بمبلغ 2 مليون يورو لحملتين للتمويل الجماعي، الأولى لدعم إدارة الحماية المدنية الإيطالية، والثانية لصندوق الاستجابة للتضامن ضد كوفيد-19.
في عام 2023، عززت غوتشي تحالفها مع اليونيسف من خلال تبرع مالي جديد بقيمة 300 ألف يورو لصندوق التعليم الخاص بالمنظمة والذي يسعى إلى ضمان حق الأطفال في الحصول على تعليم "عالي الجودة" على مستوى العالم.

### بيئة
في عام 2015، أطلقت غوتشي مبادرة الربح والخسارة البيئية الخاصة بها. في أكتوبر 2017، أعلنت غوتشي أنها ستحظر الفراء من متاجرها في عام 2018. في يونيو 2018، أطلقت العلامة التجارية "Equilibrium"، وهي منصتها للتواصل حول جهودها وتقدمها الاجتماعي والبيئي. في يونيو 2020، أطلقت غوتشي مجموعتها المستدامة الأولى بالكامل "Gucci Off the Grid". تضمنت هذه المجموعة قطعًا مصنوعة من مواد عضوية وطبيعية ومستدامة مثل القطن العضوي والفولاذ المعاد تدويره بالإضافة إلى مادة البولي أميد المُعاد تصنيعها. في سبتمبر 2022، حصلت غوتشي على جائزة العمل المناخي بسبب تفانيها في تحقيق الاستدامة البيئية. في عام 2023، حصلت غوتشي على جائزة مؤسسة إلين ماك آرثر للاقتصاد الدائري في Camera Nazionale della Moda Italiana (CNMI). في فبراير 2023، أعلنت غوتشي عن إطلاق المركز الدائري، وهو مركز تصنيع من الجيل التالي تم تحسينه من أجل الدائرية وكفاءة الكربون. لاحقًا في أكتوبر 2023، قدمت غوتشي حقيبة Horsebit 1955 المصنوعة من مادة Demetra، وهي مادة خالية من الحيوانات،  والتي حصلت على جائزة أفضل حقيبة نباتية بعد شهرين من منظمة PETA .

## في الثقافة الشعبية

### صفة مسمى
غالبًا ما تستخدم كلمة "غوتشي" كصفة مسمى؛ على سبيل المثال، "أشعر بـ غوتشي!" أو "هذا هو غوتشي!" تستخدم لوصف الشعور بالفخامة أو الإشارة إلى شيء ما على أنه فاخر. أقدم مثال معروف لاستخدام غوتشي بهذا المعنى هو وصف ليني كرافيتز لغرفة نومه بأنها "غوتشي جدًا"  في عدد سبتمبر 1999 من هاربر بازار .

### أفلام
بعد الإعلان في البداية عن خطط لفيلم عن سلالة غوتشي في عام 2007،  قام المخرج ريدلي سكوت بتفصيل تفاصيل حول فيلمه في نوفمبر 2019؛ بعنوان بيت غوتشي ، الفيلم من بطولة ليدي غاغا في دور باتريسيا ريجياني وآدم درايفر في دور موريزيو غوتشي . أقيم العرض العالمي الأول ' بيت غوتشي في أوديون ليستر سكوير في لندن في 9 نوفمبر 2021. ووصف ورثة عائلة غوتشي فيلم سكوت بأنه "إهانة للإرث الذي بنيت عليه العلامة التجارية اليوم". في عام 2000، أعلن مارتن سكورسيزي أيضًا عن خطط لإنتاج فيلم عن عائلة غوتشي.

### موسوعة جينيس العالمية
- 1974: حطمت ساعة غوتشي موديل 2000 الرقم القياسي لبيع أكثر من مليون وحدة في عامين.[7]
- 1998: حقق "Genius Jeans" من غوتشي الرقم القياسي كأغلى بنطال جينز. كان الجينز ممزقًا ومغطى بخرز مستوحى من الطراز الأفريقي وكان سعره 3134 دولارًا أمريكيًا في ميلانو.[122][123]

## التقلييد
خلال السبعينيات، حولت الشعبية الهائلة التي حظيت بها غوتشي العلامة التجارية إلى هدف رئيسي لصناعة التقليد. طورت ورش عمل غوتشي تقنية دباغة جلد الخنزير باللون الرمادي الداكن التي أصبحت من توقيع غوتشي، وعملية دباغة يصعب تزويرها. في عام 1977 فقط، رفعت غوتشي 34 دعوى قضائية بتهمة التزوير. بحلول منتصف الثمانينيات، كانت العلامة التجارية متورطة في "الآلاف من عمليات المصادرة والدعاوى القضائية في جميع أنحاء العالم".
في عام 2013، أصدر مكتب الملكية الفكرية في المملكة المتحدة حكمًا بأن غوتشي فقدت حقوق علامتها التجارية GG في المملكة المتحدة "لنسخة من شعار GG في أربع فئات، والتي تشمل الملابس مثل الأساور وحقائب الكتف والأوشحة والمعاطف". . ومع ذلك، "وفقًا لغوتشي، فإن الحكم لا يؤثر على استخدام شعار GG الخاص بها في المنطقة" لأن "غوتشي هي المالكة للعديد من التسجيلات الصالحة الأخرى لهذه العلامة، بما في ذلك العلامة التجارية المجتمعية (التي تغطي الاتحاد الأوروبي) لعلامتها التجارية. شعار GG الشهير وهذه الحقوق قابلة للتنفيذ مباشرة في المملكة المتحدة" 
في نوفمبر 2008، تم إغلاق موقع TheBagAddiction.com بعد أن رفعت شركة Gucci دعوى قضائية ضدها لبيع منتجات مقلدة. في عام 2013، قامت غوتشي باتخاذ إجراءات صارمة ضد 155 اسم نطاق يستخدمها المزورون لبيع منتجات غوتشي المزيفة. في عام 2015، رفعت شركة Kering ، الشركة الأم لغوتشي، دعوى قضائية ضد موقع الويب الصيني Alibaba لإدراج الكثير من "منتجات Gucci المزيفة بشكل واضح" على موقعها على الإنترنت. في أبريل 2016، أدت الإجراءات القانونية التي اتخذتها غوتشي لمكافحة التزييف إلى نتائج عكسية عندما كانت المنتجات المستهدفة عبارة عن ورق معجن على شكل منتجات غوتشي تمامًا وأحرقها الشعب الصيني خلال تقليد تشينغمينغ جي القديم. في أبريل 2017، فازت غوتشي بدعوى قضائية ضد 89 موقعًا إلكترونيًا صينيًا تبيع منتجات غوتشي المزيفة. في أكتوبر 2018، حذر ماركو بيزاري عملاقي التجارة الإلكترونية الصينيين علي بابا وجيه دي.كوم من أن غوتشي لا يمكنها فتح متجر على مواقعها الإلكترونية طالما أنها لن تزيل العديد من منتجات غوتشي المزيفة من قوائمها. في ديسمبر 2019، رفعت غوتشي دعوى قضائية ضد ثلاثة عشر موقعًا إلكترونيًا تبيع منتجات غوتشي المزيفة. في عام 2023، رفعت شركة غوتشي الولايات المتحدة دعوى قضائية ضد Sam's Club و Century 21 و Lord & Taylor لبيع منتجات Gucci المقلدة.

## وصلات خارجية
- الموقع الرسمي
- الموقع الرسمي
- الموقع الرسمي
- الموقع الرسمي
- الموقع الرسمي